# High Level Assembly
High Level Assembly (amb acrònim anglès HLA) és un llenguatge desenvolupat per Randall Hyde que permet l'ús de construccions de llenguatge de nivell superior per ajudar tant als principiants com als desenvolupadors avançats d'assemblatge. És totalment compatible amb els tipus de dades avançats i la programació orientada a objectes. Utilitza una sintaxi basada en diversos llenguatges de programació (HLL) d'alt nivell, com ara Pascal, Ada, Modula-2 i C++, per permetre crear programes de llenguatge ensamblador llegibles i per permetre als programadors HLL aprendre HLA el més ràpid possible.
HLA va ser concebut originalment com una eina per ensenyar programació en llenguatge assemblador a nivell universitari. L'objectiu és aprofitar els coneixements de programació existents dels estudiants a l'hora d'aprendre llenguatge assemblador per posar-los al corrent el més ràpid possible. La majoria dels estudiants que cursen un curs de programació en llenguatge assemblador ja s'han introduït en estructures de flux de control d'alt nivell, com ara IF, WHILE, FOR, etc. L'HLA permet als estudiants aplicar immediatament aquests coneixements de programació a la codificació en llenguatge assemblador a principis del curs, cosa que els permet dominar altres assignatures de prerequisits en assemblatge abans d'aprendre a codificar formes de baix nivell d'aquestes estructures de control. El llibre The Art of Assembly Language Programming de Randall Hyde utilitza HLA per a aquest propòsit.
L'assemblador HLA v2.x admet les mateixes instruccions de màquina de baix nivell que un assemblador normal de baix nivell, mentre que els assembladors de gamma alta també admeten declaracions semblants a un llenguatge d'alt nivell, com ara IF, WHILE, etc. directives de declaració de dades, com ara estructures: registres, unions i fins i tot classes.
Alguns exemples d'assembladors de gamma alta són HLA, Microsoft Macro Assembler (MASM) i Turbo Assembler (TASM) a la família de processadors Intel x86.